# Amanda Brown
Amanda Brown (2 mei 1965) is een voormalig tennisspeelster uit het Verenigd Koninkrijk. Bij de junioren won zij het meisjesenkelspel op het Australian Open 1982 en het Australian Open 1983. Zij was actief in het proftennis van 1982 tot en met 1986.
Brown speelde op alle grandslamtoernooien, zowel in het enkel- als in het dubbelspel. Haar beste resultaat is het bereiken van de tweede ronde in het enkelspel en in het gemengd dubbelspel.
In 1984 nam zij deel aan het Fed Cup-team van Groot-Brittannië (met een winst/verlies-balans van 4–3), alsmede aan het Britse Wightman Cup-team. Brown vertegenwoordigde haar vaderland bij de Olympische Spelen van 1984 in Los Angeles, waar tennis een demonstratiesport was.

## Posities op deWTA-ranglijst
Positie per einde seizoen:
| jaar | rang enkelspel | rang dubbelspel |
| ---- | -------------- | --------------- |
| 1982 | 172            | onbekend        |
| 1983 | 102            | onbekend        |
| 1984 | 101            | 151             |
| 1985 | 110            | 130             |

## Resultaten grandslamtoernooien
| Legenda | Legenda                          |
| ------- | -------------------------------- |
| g.t.    | geen toernooi gehouden           |
| l.c.    | lagere categorie                 |
| –       | niet deelgenomen                 |
| G       | uitgeschakeld in de groepsfase   |
| 1R      | uitgeschakeld in de eerste ronde |
| 2R      | uitgeschakeld in de tweede ronde |
| 3R      | uitgeschakeld in de derde ronde  |
| 4R      | uitgeschakeld in de vierde ronde |
| KF      | uitgeschakeld in de kwartfinale  |
| HF      | uitgeschakeld in de halve finale |
| F       | de finale verloren               |
| W       | het toernooi gewonnen            |
| w-v     | winst/verlies-balans             |

### Enkelspel
| Toernooi        | 1983 | 1984 | 1985 | 1986 |
| --------------- | ---- | ---- | ---- | ---- |
| Australian Open | 1R   | –    | 2R   | –    |
| Roland Garros   | –    | –    | 1R   | –    |
| Wimbledon       | 2R   | 2R   | 1R   | 1R   |
| US Open         | –    | 1R   | 1R   | –    |

### Vrouwendubbelspel
| Toernooi        | 1982 | 1983 | 1984 | 1985 | 1986 |
| --------------- | ---- | ---- | ---- | ---- | ---- |
| Australian Open | 1R   | –    | –    | 1R   | –    |
| Roland Garros   | –    | –    | –    | 1R   | –    |
| Wimbledon       | –    | 1R   | 1R   | 1R   | 1R   |
| US Open         | –    | –    | 1R   | 1R   | –    |

### Gemengd dubbelspel
| Toernooi        | 1984 |
| --------------- | ---- |
| Australian Open | –    |
| Roland Garros   | –    |
| Wimbledon       | 2R   |
| US Open         | –    |

## Palmares

### WTA-finaleplaatsen vrouwendubbelspel
| nr.              | finale     | toernooi           | ondergrond | partner         | tegenstandsters                 | score         |
| ---------------- | ---------- | ------------------ | ---------- | --------------- | ------------------------------- | ------------- |
| verloren finales |            |                    |            |                 |                                 |               |
| 1.               | 1983-09-19 | WTA Salt Lake City | hardcourt  | Brenda Remilton | Cláudia Monteiro Yvonne Vermaak | 1-6, 6-3, 4-6 |